# Change (album d'Every Little Thing)
Pour les articles homonymes, voir Change.
Albums de Every Little Thing
Door
(2008) Ordinary
(2011)
Compilations par Every Little Thing
Every Best Single
(2009) Complete Best
(2010)
Singles
1. Dream Goes On
Sortie : 23 septembre 2009
2. Tsumetai Ame
Sortie : 18 novembre 2009
3. Change
Sortie : 24 février 2010

Change (titré : CHANGE) est le neuvième album original du groupe Every Little Thing.

## Présentation
L'album sort le 24 mars 2010 au Japon sur le label Avex Trax, deux ans après le précédent album original du groupe, Door (entre-temps est sortie sa compilation de singles Every Best Single - Complete). Il sort aussi dans une édition limitée avec une pochette différente incluant un DVD en supplément.
Il atteint la 8e place du classement des ventes hebdomadaire de l'Oricon, et reste classé pendant huit semaines. C'est alors l'album le moins vendu du groupe.
Il contient dix chansons : six sont écrites par la chanteuse, Kaori Mochida, et les quatre autres par Mitsuru Igarashi, ancien claviériste, producteur et auteur-compositeur du groupe, qui l'avait quitté dix ans auparavant après la sortie de l'album Eternity, leur dernière collaboration ; celui-ci compose également huit des chansons de Change, mais ne rejoint cependant pas le groupe, qui reste un duo. L'album contient en plus deux interludes instrumentaux composés par le guitariste, Ichirō Itō.
Quatre des chansons étaient déjà parues sur les trois singles sortis depuis le précédent album : Dream Goes On (sorti le 23 septembre 2009, avec Spearmint en "face B"), Tsumetai Ame (sorti le 18 novembre 2009, dont la chanson est cependant remaniée pour l'album) et Change (sorti un mois auparavant le 24 février 2010).

## Liste des pistes
| CD    | CD                                                      | CD                                               | CD    | CD | CD | CD | CD | CD | CD |
| No    | Titre                                                   | Paroles / Musique / Arrangements                 | Durée |    |    |    |    |    |    |
| ----- | ------------------------------------------------------- | ------------------------------------------------ | ----- | -- | -- | -- | -- | -- | -- |
| 1.    | Change (38e single)                                     | Kaori Mochida / Mitsuru Igarashi / Igarashi, ELT | 4:49  |    |    |    |    |    |    |
| 2.    | Aoi Kirameki (青い煌めき)                               | Igarashi / Igarashi / Igarashi, ELT              | 4:28  |    |    |    |    |    |    |
| 3.    | Spearmint (spearmint ; face B du 36e single)            | Igarashi / Igarashi / Igarashi, ELT              | 4:37  |    |    |    |    |    |    |
| 4.    | Wasureenu Hito (忘れえぬ人)                             | Mochida / Kazuhito Kikuchi / Yuta Nakano, ELT    | 5:14  |    |    |    |    |    |    |
| 5.    | Jū-ni ka Getsu (12ヶ月)                                 | Igarashi / Kazuhito Kikuchi / Yuta Nakano, ELT   | 5:02  |    |    |    |    |    |    |
| 6.    | Heart Rate of the City (Instrumental)                   | (inst.) / Ichirō Itō / Yasunari Nakamura, Ito    | 1:05  |    |    |    |    |    |    |
| 7.    | Mayonaka No Haiwei (真夜中のハイウェイ)                 | Mochida / Igarashi / Igarashi, ELT               | 4:47  |    |    |    |    |    |    |
| 8.    | Dream Goes On (DREAM GOES ON ; 36e single)              | Mochida / Igarashi / Igarashi, ELT               | 4:29  |    |    |    |    |    |    |
| 9.    | Sketchbook (スケッチブック)                             | Igarashi / Igarashi / Igarashi, ELT              | 4:10  |    |    |    |    |    |    |
| 10.   | Snowscape (Instrumental)                                | (inst.) / Ichirō Itō / Yasunari Nakamura, Ito    | 2:05  |    |    |    |    |    |    |
| 11.   | Ren (蓮 -れん-)                                         | Mochida / Igarashi / Igarashi, ELT               | 4:41  |    |    |    |    |    |    |
| 12.   | Tsumetai Ame (Album Version) (冷たい雨... ; 37e single) | Mochida / Igarashi / Igarashi, ELT, Gen Ittetsu  | 4:40  |    |    |    |    |    |    |
| 50:07 |                                                         |                                                  |       |    |    |    |    |    |    |

| 1. | "Dream Goes On" Music Video (DREAM GOES ON...)                           |  |
| 2. | "Dream Goes On" Off Shot (DREAM GOES ON...)                              |  |
| 3. | "Tsumetai Ame" Music Video (Music Clip ver.) (冷たい雨...)               |  |
| 4. | "Change" Music Video                                                     |  |
| 5. | "Change" Off Shot                                                        |  |
| 6. | From "Premium Xmas Concert 2009" (Silent Night, Koi wo Shiteiru, Swimmy) |  |
| 7. | Behind The "MEET" volume 01                                              |  |